# Khu lưu niệm Nguyễn Thái Bình
Khu lưu niệm Nguyễn Thái Bình ở khu phố Trị Yên, thị trấn Cần Giuộc, huyện Cần Giuộc, tỉnh Long An, Việt Nam.

## Giải thích tên gọi
Nguyễn Thái Bình là con trai lớn trong một gia đình tư chức nghèo đông con. Cha là Nguyễn Văn Hai, mẹ là Lê Thị Anh. Anh ra đời tại nhà bảo sanh Cần Giuộc – xã Trường Bình (nay thuộc thị trấn Cần Giuộc – tỉnh Long An) vào đêm 14 tháng 1 năm 1948. Tiếng khóc chào đời của Nguyễn Thái Bình đã hòa lẫn vào tiếng súng nổ vang rền của một trận chiến đấu giữa lực lượng kháng chiến và quân Pháp ngay cạnh nhà bảo sanh Cần Giuộc vào đêm ấy. Chiến tranh và sự nghèo khổ mà gia đình và bản thân anh đã trải qua cũng như chứng kiến … đã hướng anh có suy nghĩ về quê hương đồng bào sau này khi đã lớn khôn.

## Ý nghĩa lịch sử
Di tích "Khu lưu niệm Nguyễn Thái Bình" là một di tích có giá trị lớn về mặt lịch sử:
- Là quê hương và cũng là địa điểm để tưởng nhớ một tri thức trẻ Việt Nam dám đấu tranh chống Mỹ ngay trong lòng nước Mỹ những năm bọn đế quốc hung tàn này gây chiến tranh ở Việt Nam.
- Anh là biểu tượng đẹp về người thanh niên yêu nước biết sống ngẩng cao đầu và chết trong sự tiếc thương của cả dân tộc.
- Nguyễn Thái Bình đã sống xứng đáng với lương tâm và danh dự của tuổi thanh niên. Với cuộc đời ngắn ngủi của mình, anh đã để lại một tấm gương sáng về tinh thần yêu nước và khí phách anh hùng cho tuổi trẻ Việt Nam.

## Kiến trúc
Khu lưu niệm Nguyễn Thái Bình toạ lạc tại ấp Trị Yên, xã Tân Kim (nay là khu phố Trị Yên, thị trấn Cần Giuộc), huyện Cần Giuộc, tỉnh Long An.
UBND tỉnh Long An đã xây dựng khu lưu niệm Nguyễn Thái Bình với diện tích hơn 3.000 m².

## Di tích cấp tỉnh
Ngày 22 tháng 2 năm 1997, UBND tỉnh Long An ban hành Quyết định số 400/QĐ-UBND xếp hạng Khu lưu niệm Nguyễn Thái Bình di tích lịch sử – loại hình lưu niệm nhân vật lịch sử.